# Пинакотека Анели (Торино)
Пинакотека „Джовани и Марела Анели“, накратко Пинакотека „Анели“ (на италиански: Pinacoteca Giovanni e Marella Agnelli), е художествен музей в град Торино, регион Пиемонт, Северна Италия.

## История
Открита е през 2002 г. на последния етаж на индустриалния комплекс Лингото – седалище на първата фабрика на Фиат, във футуристичен кивот със стоманено тяло, дело на известния архитект Ренцо Пиано. Структурата се осветява единствено отгоре, през кристален покрив с ребра, филтриращ слънчевите лъчи.
В нея са изложени част от творбите от частната колекция на италианския предприемач Джани Анели и на съпругата му Марела, които предоставят управлението на едноименната фондация. Не само изборът на изложените творби, но и тяхното подреждане са в резултат на вкуса на сем. Анели.
С откриването на пинакотеката завършва преструктурирането на Лингото, превърнат от модерна фабрика от 1930-те год. в културно средище на 21 век. На долните етажи на пинакотеката се помещават временни изложби, както и книжарница, образователен център за изкуство, офиси, билетни каси.

## Колекция
В пинакотеката са изложени 25 шедьовъра – 23 картини и 2 скулптури от средата на 18 век до средата на 19 век.
18 век е представен от 6 картини на Каналето, изобразяващи Венеция, „Копиеносец с пейзаж“ (на итал.: Alabardiere in un paesaggio) на Джовани Батиста Тиеполо и 2 картини на Бернардо Белото с изгледи на Дрезден (послужили за реконструкцията на града след Втората световна война).
От 19 век са „Руса къпеща се жена“ (на фр.: La Baigneuse blonde) на Пиер-Огюст Реноар, „Негърката“ (на фр.: La Négresse) на Едуард Мане и 2 гипсови статуи на танцьорки на Антонио Канова.
Изкуството на 20 век е представено от уникалната за Италия колекция от 7 картини с ярки цветове на Анри Матис от нач. на 20 век (на фр.: Femme et anénomes; Méditation – Après le bain; Intérieur au phonographe; Assiette de fruits et lierre en fleurs dans un pot à la rose; Tabac Royal; Michaella, robe jaune et plante; Branche de prunier, fond vert), 2 творби на Пикасо – L'Hétaire (от синия му период) и „Човекът облегнат на маса“ (на фр.: Homme accoudé sur une table) (от кубисткия му период), „Полегнала гола жена“ (на фр.: Nu coushé) на Амедео Модиляни, както и две творби на представителите на футуризма: „Абстрактна скорост“ (на итал.: Velocità astratta) на Джовани Бала и „Италиански копиеносци в галоп“ (на фр.: Lancier italiens au galop) на Джино Северини.

## Галерия
- Каналето, Канал Гранде, видян от Моста Риалто на север (1725).
- Каналето, Мостът Риалто от север (1725)
- Каналето, Канал Гранде от „Санта Мария на милосърдието“ (1726)
- Каналето, Канал Гранде, видян от църквата „Санта Мария“ (1730)
- Каналето, Бучинторо на пристанището в деня на Възнесение (ок. 1740)
- Тиеполо, Копиеносец с пейзаж (1736).
- Бернардо Белото, Новият пазар на Дрезден, видян от Морицщрасе (ок. 1750)
- Едуард Мане, Негърката (1862).
- Реноар, Русата къпеща се жена (1882)
- Амедео Модиляни, Полегнала гола жена (1917).

## Полезна информация
Безплатен достъп:
- Деца под 6 г. (вторник – петък) и деца под 2 г. (уикенд и празнични дни)
- Лица с увреждания и придружаващото ги лице
- Притежатели на Abbonamento Musei Piemonte Valle d'Aosta
- Притежатели на Torino + Piemonte Card.

До пинакотеката се стига с:
- градски транспорт: автобуси n. 1, 18 и 35, метролиния 1;
- туристически автобус Torino City Sightseeing;
- кола: безплатен неохраняем паркинг до 3 часа.